# В долине Эла
«В долине Эла» (англ. In the Valley of Elah) — детективная драма, снятая в 2007 году режиссёром Полом Хаггисом. Фильм вдохновлён реальными событиями. Исполнитель главной роли Томми Ли Джонс за актёрскую работу в ленте выдвигался на премию «Оскар».

## Сюжет
Главный герой Хэнк Дирфилд в исполнении Томми Ли Джонса — американец и патриот, сержант военной полиции в отставке и ветеран войны во Вьетнаме, похоронивший старшего сына-военного, и всё ещё верящий в непогрешимость системы государства. Дирфилду сообщают по телефону о том, что его младший сын Майкл в исполнении Джонатана Такера, который находился на службе в Ираке, после своего возвращения на родину отправился в самовольную отлучку с военной базы США в Нью-Мексико. Отец отказывается поверить в официальную версию произошедшего и отправляется на военную базу, где его сына видели в последний раз.
Эмили Сандерс в исполнении Шарлиз Терон, полицейский детектив управления полиции, в юрисдикции которого находится район, где в последний раз видели Майка, берётся помогать Хэнку сначала исключительно заботясь о собственной карьере, но вскоре проникается сочувствием и симпатией к убитому горем отцу. Хэнк обнаруживает сделанные сыном на камеру мобильного телефона жуткие видеозаписи, на которых Майк и его сослуживцы предстают Хэнку совсем не теми людьми, которых он знал: его сын сбил Хаммером ребёнка, вместе с сослуживцами издевался над ранеными пленными иракцами, принимал алкоголь и наркотики. Военная и гражданская прокуратуры отказываются помочь Хэнку в расследовании, сослуживцы Майка внешне любезны и вежливы, но явно что-то скрывают. После того, как на обочине одной из пригородных дорог полиция обнаруживает расчленённый и обгоревший человеческий труп, становится окончательно понятно, что речь идёт не о побеге Майка Дирфилда, а о его убийстве.
В ходе расследования выясняется, что Майк, перед исчезновением, был замечен в ночном клубе в компании сослуживцев. Под подозрением оказываются трое: Пеннинг, Боннер и Лонг. Оказывается, между Боннером и Майком произошел конфликт, в который вмешался Пеннинг, ударив ножом Майка, сам того не желая. Осознав последствия того, что наделали - они разделали труп и поджарили части тела.  
В начале фильма Хэнк, увидев на флагштоке возле общественного здания перевёрнутый американский флаг, перевешивает его в правильное положение и учит сторожа (выходца из Сальвадора), что нельзя, чтобы флаг был поднят вверх ногами, поскольку на военном языке знаков это означает признание своего бессилия и призыв о помощи. А в конце приходит к выводу, что только так этот символ государственной власти и должен висеть, и сам поднимает флаг именно таким образом.

## В ролях
| Актёр           | Роль                     |
| --------------- | ------------------------ |
| Томми Ли Джонс  | Хэнк Дирфилд             |
| Шарлиз Терон    | детектив Эмили Сандерс   |
| Сьюзан Сарандон | Джоан Дирфилд            |
| Джейсон Патрик  | лейтенант Киркландер     |
| Джонатан Такер  | Майк Дирфилд             |
| Джейк Маклафлин | специалист Гордон Боннер |
| Уэс Чэтэм       | капрал Стив Пеннинг      |
| Джеймс Франко   | сержант Дэн Карнелли     |
| Джош Бролин     | шеф полиции              |
| Фрэнсис Фишер   | Иви                      |
| Барри Корбин    | Арнольд Бикмэн           |

## Создание фильма
Историю, на основе которой снят фильм, Пол Хаггис прочитал в журнале Playboy. Это была статья Марка Боала «Смерть и бесчестие» («Death and Dishonor»). В статье рассказывалось об убийстве молодого рядового американской армии, только что вернувшегося из Ирака и проходившего дальнейшую службу в Форте Беннинг, штат Джорджия, о расследовании, предпринятом его отцом после исчезновения сына, и об обвинении в убийстве, предъявленном троим его товарищам по военной службе.
Съёмки фильма начались 4 декабря 2006 года в Альбукерке, штат Нью-Мексико. Дом, где жила семья Дерфилд, снимали в городке Уайтвилль, штат Теннесси, сцены иракской войны были сняты в Марокко.
Роли двоих сослуживцев Майка Дерфилда — Боннера и Пеннинга — сыграли молодые люди, которые служили в армии. Роль младшего сержанта Гордона Боннера, который служил с Майком в одном взводе и был его соседом по комнате, сыграл Джейк МакЛафлин, молодой ветеран войны в Ираке, для которого эта роль стала дебютом в кино. Он служил в Ираке в то же время, когда там служил герой той самой статьи из журнала, и в том же самом дивизионе, но не в первой бригаде, а во второй. Актёры, не служившие в армии, иногда записывали его мысли и мнения по поводу поведения своих героев.
Уэс Чэтам, играющий роль капрала Пеннинга, 4 года служил в военно-морском флоте. «Я был в Заливе, служил на корабле, я не был в Ираке, но думаю, что моё военное прошлое помогло мне понять моего героя и то, через что ему пришлось пройти. Такой парень, как Пеннинг в одних обстоятельствах может стать отличным солдатом и верным другом, а в других обстоятельствах может превратиться в чудовище».

## Съёмочная группа о фильме
Пол Хаггис: «Меня очень тронула эта трагическая история, — говорит Хаггис, — и я сразу сказал, что хотел бы это поставить... Неважно, выступаете вы против войны или вы за войну — нам всем необходимо знать, что происходит с храбрыми людьми, которых мы туда посылаем. Мне хотелось рассказать историю о хороших людях, которые вынуждены принимать ужасные решения».
Томми Ли Джонс: «Можно сказать, что это рассказ о том, что война делает с людьми. Я думаю, что слепой, бездумный патриотизм может быть очень и очень опасен».
Шарлиз Терон: «Неважно, что вы думаете о войне и какова ваша политическая позиция; единственно верно это то, что мы посылаем на войну молодых людей, которых ждут там страшные испытания. Потом они приезжают домой, вновь возвращаются в общество, однако ждать, что они будут вести себя как нормальные люди — это значит требовать от них слишком многого».
Лоуренс Бекси: «Война идёт сразу по двум фронтам, мы видим то, что можно увидеть: боевые действия, сражения, однако эмоциональная война невидима, и она продолжается. Мы можем понять физические страдания, но мы не всегда готовы понять травмы эмоциональные и психологические».

## Название
Эла — библейское название долины в Израиле, где, согласно Библии (1-я Книга Царств, глава 17), 3 тысячи лет назад произошла битва Давида с Голиафом. Герой Томми Ли Джонса рассказывает на ночь сыну Эмили Сандерс библейскую историю о сражении Давида и Голиафа в долине Эла. В фильме аналогия с библейской историей: главный герой фильма — Давид, государство — Голиаф.
В русском тексте Библии это место сражения называется «долиной дуба». Эла — на иврите разновидность дуба, которая была распространена в те времена в этой местности. 
Пол Хаггис: «Мне нравится это название потому что в нём заключено так много, и о многом же говорится в фильме. Царь Саул послал Давида, у которого было всего лишь пять камней, в долину Эла сражаться с гигантом Голиафом. И я спрашивал себя: как можно было послать молодого человека в одиночку сражаться с великаном? Это фильм о нашей ответственности за то, что молодых мужчин отправляют на войну...».

## Награды и номинации
- 2008 — номинация на премию «Оскар» за лучшую мужскую роль (Томми Ли Джонс)
- 2008 — номинация на премию «Давид ди Донателло» за лучший иностранный фильм (Пол Хаггис)
- 2007 — номинация на премию «Спутник» за лучшую мужскую роль — драма (Томми Ли Джонс)
- 2007 — попадание в десятку лучших независимых фильмов года по версии Национального совета кинокритиков США
- 2007 — приз SIGNIS Award Венецианского кинофестиваля (Пол Хаггис), а также номинация на Золотого льва (Пол Хаггис)